# Línea Amarilla (Tren Ligero de Baltimore)
La línea Amarilla (en inglés: Yellow Line) es una de las tres líneas de tránsito rápido del Tren Ligero de Baltimore. La línea opera entre las estaciones Timonium y Estación Cromwell/Glen Burnie.